# Adolfo González Montes
Adolfo González Montes (ur. 13 listopada 1946 w Aldeávila) – hiszpański duchowny katolicki, biskup Almerii w latach 2002–2021.

## Życiorys
Święcenia kapłańskie otrzymał 29 czerwca 1972. Pracował głównie w parafii św. Tomasza z Villanueva w Salamance oraz na katolickim uniwersytecie w tymże mieście, gdzie odpowiadał za badania nad ekumenizmem.

### Episkopat
26 maja 1997 papież Jan Paweł II mianował go biskupem ordynariuszem diecezji Ávila. Sakry biskupiej udzielił mu ówczesny nuncjusz w Hiszpanii – abp Lajos Kada.
15 kwietnia 2002 został przeniesiony do diecezji Almerii. Urząd objął 7 lipca tegoż roku. 30 listopada 2021 papież przyjął jego rezygnację z pełnionego urzędu, złożoną ze względu na wiek. 